# イシグロキョウヘイ
イシグロ キョウヘイ（本名：石黒恭平、1980年4月2日 - ）は日本のアニメーション監督、アニメーション演出家。神奈川県秦野市出身、練馬区在住。妻はアニメーター、キャラクターデザイナーの愛敬由紀子。

## 来歴
サンライズに制作進行として入社後、2009年に『FAIRY TAIL』の第8話「最強チーム!!!」で演出家デビュー。
その後、フリーランスとなり、2014年『四月は君の嘘』で初の監督を務める。
ディレクター（助監督）として参加していた『団地ともお』の監督、渡辺歩を師匠として名前を挙げている。

## 参加作品

### テレビアニメ
2004年
- 焼きたて!!ジャぱん（ - 2006年、制作進行）

2005年
- CLUSTER EDGE（ - 2006年、制作進行）

2006年
- 結界師（ - 2008年、制作進行）

2009年
- 宇宙をかける少女（演出助手・制作進行）
- FAIRY TAIL（ - 2010年、絵コンテ・演出）

2011年
- 放浪息子（絵コンテ・演出）
- Aチャンネル（演出）
- C3 -シーキューブ-（絵コンテ・演出）
- 境界線上のホライゾン（演出）

2012年
- アマガミSS+ plus（絵コンテ・演出）
- 咲-Saki-阿知賀編 episode of side-A（ - 2013年、演出チーフ・絵コンテ・演出）
- ココロコネクト（絵コンテ）
- となりの怪物くん（絵コンテ・演出）
- PSYCHO-PASS サイコパス（ - 2013年、演出）

2013年
- 団地ともお（ - 2014年、ディレクター・絵コンテ・演出）

2014年
- 四月は君の嘘（ - 2015年、監督・絵コンテ・演出・ED絵コンテ/演出）

2015年
- ランス・アンド・マスクス（監督・絵コンテ・演出）

2016年
- アイカツスターズ!（ED1絵コンテ・演出）
- Occultic;Nine -オカルティック・ナイン-（監督・絵コンテ・演出・脚本）

2017年
- 機動戦士ガンダム 鉄血のオルフェンズ（絵コンテ）
- クジラの子らは砂上に歌う（監督・脚本・絵コンテ・演出）

2021年
- 86-エイティシックス-（絵コンテ）

2022年
- 半妖の夜叉姫 弐ノ章（ED2絵コンテ・演出）

2024年
- 薬屋のひとりごと（第1期OP2絵コンテ・演出）
- うる星やつら（2022年版）（絵コンテ・ED絵コンテ・ED演出）

2025年
- 〈小市民〉シリーズ（OP2オープニングディレクター）

### 劇場アニメ
2021年
- サイダーのように言葉が湧き上がる（監督・脚本・演出）
- 漁港の肉子ちゃん（絵コンテ協力）

### Webアニメ
2021年
- ブライト: サムライソウル（監督）

2023年
- ヤキトリ（Layout Artist）

2025年
- リヴァイアサン（絵コンテ、演出）

### ゲーム
2024年
- ファミコン探偵倶楽部 笑み男（アニメーションパート監督）

### ミュージック・ビデオ
2024年
- Pokémon Music Collective Nulbarich and Sunny - Lucky (feat. UMI)（MV監督、絵コンテ）